# Бышев (Ивано-Франковская область)
Бышев (укр. Бишів) — село в Дубовецкой сельской общине Ивано-Франковского района Ивано-Франковской области Украины.
Население по переписи 2001 года составляло 285 человек. Занимает площадь 11,263 км². Почтовый индекс — 77173. Телефонный код — 03431.